# Sächsischer Landtag (1831–1918)

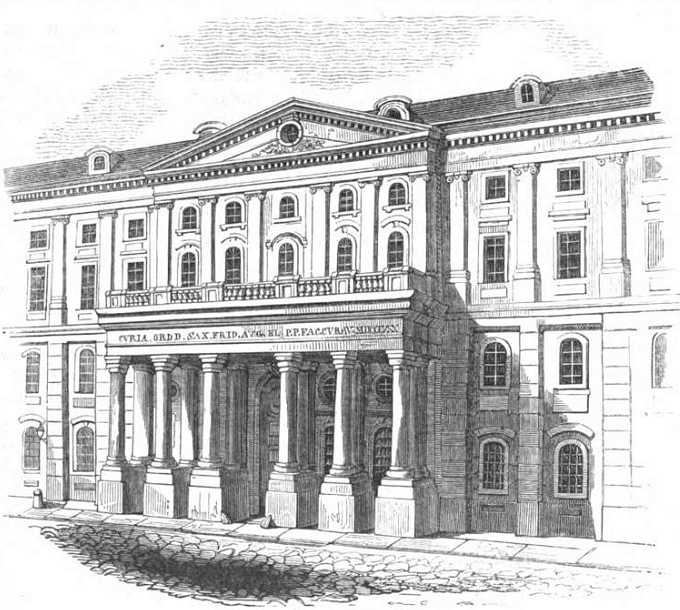
Das Landhaus in Dresden im Jahr 1843

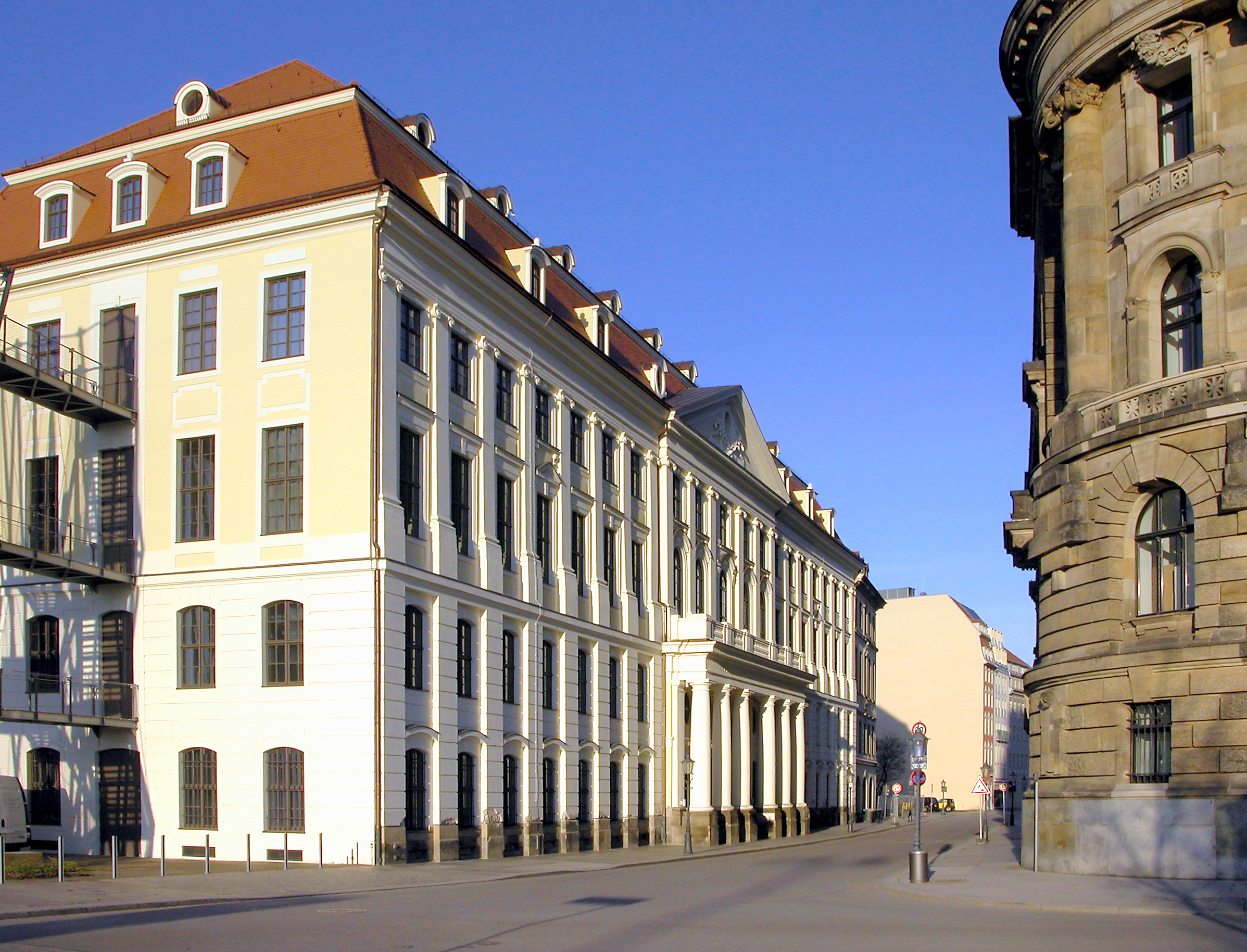
Das Landhaus in Dresden im Jahr 2007

Der Landtag war von 1831 bis 1918 die parlamentarische Vertretung im Königreich Sachsen, die aus zwei Kammern bestand. Die Verfassung spricht vom Landtag, in offiziellen Schriften ist jedoch auch von den Ständen oder der Ständeversammlung die Rede. Der Sächsische Landtag trat seit seiner ersten Einberufung bis 1907 im Landhaus in Dresden zusammen, seitdem im Sächsischen Ständehaus.

## Entstehung 1831

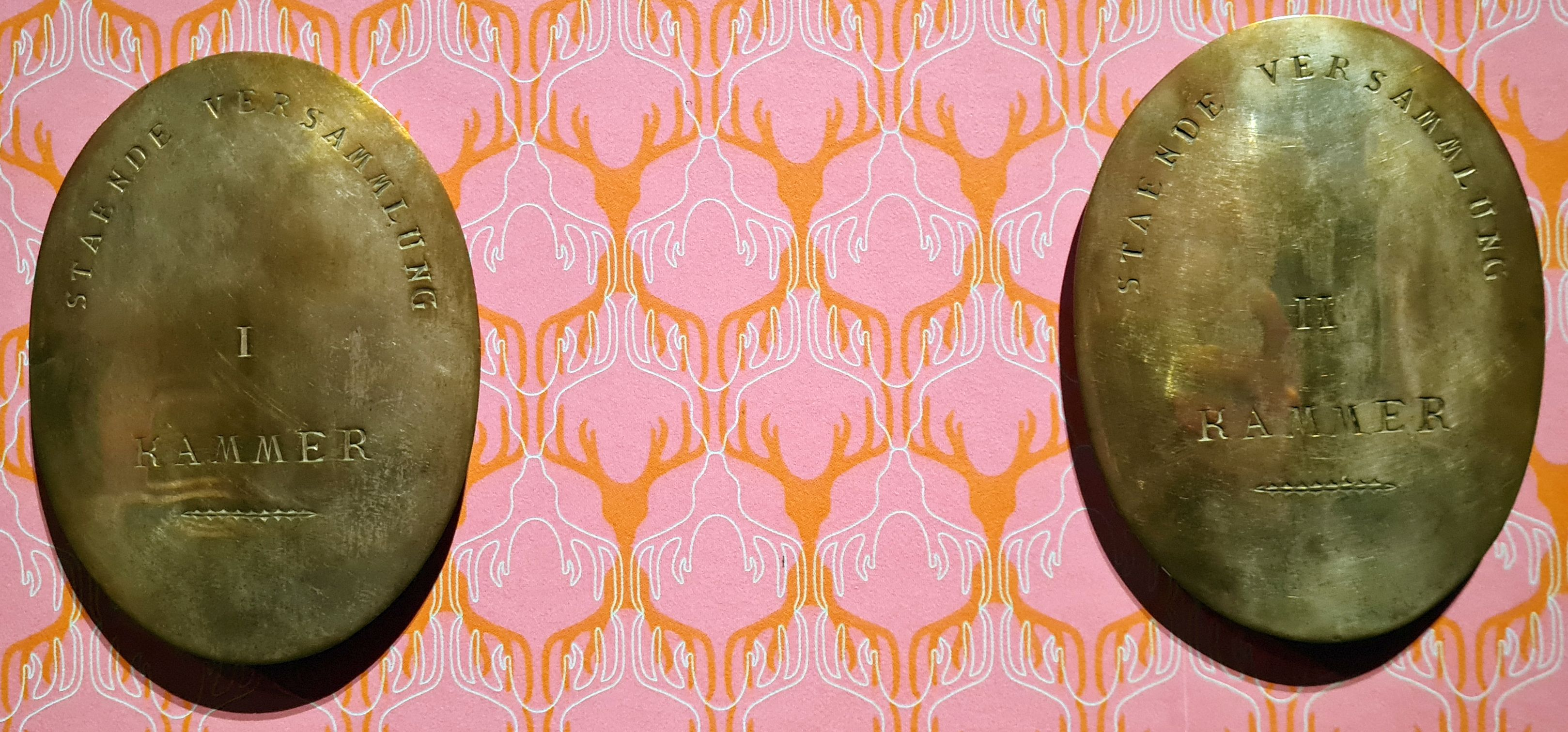
Türschilder für die Sitzungssäle im Dresdner Landhaus

Nach den Unruhen im Gefolge der Julirevolution von 1830 wurde 1831 in Zusammenarbeit von Regierung und dem alten Landtag die erste Verfassung für das Königreich Sachsen erarbeitet. Die Verfassung wurde am 4. September 1831 verkündet mit dem Titel „Verfassungsurkunde des Königreichs Sachsen“. Nach der Verfassung bestand der Landtag aus zwei Kammern. Die Präsidenten beider Kammern wurden vom König ernannt. Der Landtag war wenigstens alle drei Jahre einzuberufen.
Gesetze und der Staatshaushalt benötigten die Zustimmung des Königs und beider Kammern. Die Gesetzesinitiative lag allein bei der Regierung. Ein Regierungsentwurf konnte auch dann als Gesetzentwurf verkündet werden, wenn nur eine Kammer dagegen war, die andere hingegen mit einer Zweidrittelmehrheit zugestimmt hatte.
Das Wahlgesetz wurde am 24. September 1831 erlassen.

### Zusammensetzung der I. Kammer
Die I. Kammer bildete in etwa die Zusammensetzung des alten Landtags ab. Mitglieder waren:
- die volljährigen Prinzen des königlichen Hauses
- ein von diesem gewählter Deputierter des (evangelischen) Hochstifts Meißen
- einer der von diesen gewählten Besitzer der fünf Schönburgischen Rezessherrschaften Glauchau, Waldenburg, Lichtenstein, Hartenstein und Stein
- einer der ordentlichen Professoren der Universität Leipzig, von diesen gewählt
- der Besitzer der Standesherrschaft Königsbrück
- der Besitzer der Standesherrschaft Reibersdorf
- der Besitzer der Herrschaft Wildenfels
- der evangelische Oberhofprediger aus Dresden
- der Dekan des Domstifts zu Bautzen (als höchster katholischer Geistlicher in Sachsen, vgl. Liste der Bischöfe von Meißen)
- der ev.-luth. Superintendent zu Leipzig
- ein von diesem gewählter Deputierter des (evangelischen) Kollegiatstifts Wurzen
- einer der von diesen gewählten Besitzer der vier Schönburgischen Lehnsherrschaften Rochsburg, Wechselburg, Penig und Remse
- zwölf auf Lebenszeit gewählte Abgeordnete der Rittergutsbesitzer (wobei die etwa 1000 Rittergüter Sachsens schon zur Hälfte in bürgerlicher Hand waren). Die Wahl erfolgte in den Ritterschaften der alten sächsischen Kreise und der Ritterschaft der sächsischen Oberlausitz.
- zehn vom König nach seinem Belieben auf Lebenszeit zu Abgeordneten ernannte Rittergutsbesitzer
- die beiden Oberbürgermeister von Leipzig und Dresden
- sechs weitere Stadtoberhäupter, die der König bestimmte.

Durch diese Zusammensetzung war eine konservative Mehrheit abgesichert. Allerdings war die I. Kammer nicht geneigt, allen Wünschen der Regierung zu folgen, sondern vertrat die Interessen der Besitzenden.

### Zusammensetzung der II. Kammer
- 20 Abgeordnete der Rittergutsbesitzer. Die Wahl erfolgte in den Ritterschaften der alten sächsischen Kreise und der Ritterschaft der sächsischen Oberlausitz.
- 25 Abgeordnete der Städte
- 25 Abgeordnete des Bauernstandes
- 5 Vertreter des Handels und Fabrikwesens

Angesichts der starken Urbanisierung und Industrialisierung Sachsens waren die agrarischen Interessen überrepräsentiert.
Die Abgeordneten der II. Kammer wurden für die Dauer dreier Landtage gewählt, am Ende eines jeden Landtags trat ein Drittel aus. Der König hatte das Recht, die II. Kammer aufzulösen und Neuwahlen anzuordnen.
Die Abgeordneten der Städte und des Bauernstandes wurden durch indirekte Wahlen in getrennten Wahlkreisen ermittelt. Dabei galt ein Zensus.

## Wahlrechtsreform 1848 und Wiedereinführung des alten Wahlrechts 1850
Im Vormärz wurden von liberaler und radikaldemokratischer Seite Veränderungen gefordert und in der Revolution 1848 von der Regierung auch zugesagt. Der alte Landtag trat noch einmal zusammen und verabschiedete ein verfassungsänderndes Provisorisches Wahlgesetz vom 15. November 1848. Die Wahlen zur II. Kammer fanden nun in 75 Wahlkreisen als direkte Wahlen statt. Wahlberechtigt waren alle volljährigen, wirtschaftlich selbständigen Männer. Für die Kandidaten galt ein Mindestalter von 30 Jahren. Zur I. Kammer gehörten außer den königlichen Prinzen 50 direkt in Wahlkreisen gewählte Abgeordnete. Kandidaten mussten Grundbesitz haben und mindestens 10 Taler direkter Staatssteuern zahlen. Neuwahlen der Hälfte der Abgeordneten beider Kammern fanden zu jedem Landtag statt. Jetzt kam auch den Kammern die Gesetzesinitiative zu.
Die ersten Wahlen nach diesem Wahlrecht wurden im Winter 1848/49 durchgeführt. Der Landtag wurde am 17. Januar 1849 eröffnet. In beiden Kammern hatten die radikalen Demokraten eine erdrückende Mehrheit. Die Liberalen bildeten die Minderheit, konservative Abgeordnete waren selten. Eine Zusammenarbeit mit dem sächsischen Gesamtministerium war nicht möglich. Der Landtag verstieg sich zu utopischen Projekten und verlor sich in Geschäftsordnungsfragen. Der Liberale Karl Biedermann sprach gar von einem Unverstandslandtag. So wurden beide Kammern am 30. April aufgelöst. Dadurch wurde der Dresdner Maiaufstand ausgelöst, der nach wenigen Tagen militärisch niedergeschlagen wurde.
Siehe Liste der Mitglieder des Sächsischen Landtags 1849.
Die nun erforderlichen Neuwahlen zogen sich bis in den November hin. Missliebige Kandidaten wurden durch die Regierung an einer Kandidatur gehindert. Es ergab sich in beiden Kammern eine starke liberale Mehrheit, die wiederum nicht mit der Regierung zusammenarbeiten wollte und eine echte Parlamentarisierung der Monarchie verlangte. Man spricht gemeinhin vom Widerstandslandtag. Die Regierung löste deshalb auch diesen Landtag vorzeitig am 1. Juni 1850 auf. Der noch nach dem alten Wahlrecht zusammengesetzte Landtag von 1848 wurde erneut einberufen. Die Regierung rechtfertigte dieses Vorgehen mit dem Verweis darauf, der Landtag habe das 1848 geschaffene Wahlrecht selbst als nur vorläufig bezeichnet. Der Landtag behielt allerdings das Recht zur Gesetzesinitiative.
In den Mittheilungen über die Verhandlungen des Landtages, II. Kammer wurden die Wortprotokolle der Sitzungen von der am 15. Januar 1849 zur Vorbereitung der Konstituierung bis zur 57. öffentlichen Sitzung am 27. April 1849 auf 1270 Seiten veröffentlicht. Ein Sachregister über die Verhandlungsthemen erschien ebenfalls.

## Wahlrechtsreform 1868
Die Zusammenarbeit zwischen Landtag und Regierung verlief allerdings weiter unbefriedigend, da der Landtag oft eine konservativere Haltung einnahm als die Regierung. 1861 beantragte die Regierung eine Wahlrechtsreform. Die Zahl der Vertreter des Handels- und Fabrikgewerbes wurde auf 10 erhöht.
Durch den Sieg Preußens im Deutschen Krieg 1866 wurde Sachsen in den Norddeutschen Bund aufgenommen. Dadurch wurde eine Reform der Verfassung und Verwaltung notwendig, die sich bis 1874 hinzog. Durch die nationale Einigung erhielt der Liberalismus einen Aufschwung. Dem wurde in Sachsen durch eine Veränderung des Wahlrechts Rechnung getragen, die am 3. Dezember 1868 in Kraft trat.
Die Zusammensetzung der I. Kammer blieb im Wesentlichen unverändert. Der König erhielt das Recht, fünf weitere Mitglieder nach seiner freien Wahl auf Lebenszeit zu bestimmen.
Für die II. Kammer wurden 80 Wahlkreise gebildet, die je einen Abgeordneten entsandten. Gewählt war, wer die relative Mehrheit der Stimmen auf sich vereinigte. Wahlrecht hatten alle Männer, die 25 Jahre alt waren und wenigstens 1 Taler direkte Staatssteuern zahlten. Kandidaten mussten 30 Jahre alt sein und 10 Taler Steuern zahlen. Etwa 10 % der männlichen Untertanen hatten nun das Wahlrecht. Allerdings bewirkte die Trennung in 35 städtische und 45 ländliche Wahlkreise eine Verzerrung.
Abgeordnete wurden für sechs Jahre gewählt. Alle zwei Jahre fanden Wahlen zu einem Drittel der Sitze statt. Der Staatshaushalt wurde alle zwei Jahre beschlossen.
Der Präsident der II. Kammer wurde nun von der Kammer selbst gewählt.
In den Mittheilungen über die Verhandlungen des ordentlichen Landtags im Königreiche Sachsen während der Jahre 1871–1872 finden sich Informationen über die Mitglieder von Erster und Zweiter Kammer, die Regeln über die Sitzungsabläufe und die Wortprotokolle der Sitzungen vom 4. Dezember 1871 bis 21. November 1872 auf etwa 1200 Seiten. In den zeitlich daran anschließenden Mittheilungen finden sich die Protokolle der Sitzungen vom 27. November 1872 bis 8. März 1873.

## Das Dreiklassenwahlrecht von 1896
Die liberale Vorherrschaft im sächsischen Landtag endete mit den Wahlen 1881. Seither gab es wieder eine konservative Mehrheit. Maßgebend war der Konservative Landesverein unter Paul Mehnert. Daneben gab es – etwa gleich stark – eine nationalliberale und eine linksliberale Fraktion.
Aufgrund des wirtschaftlichen Aufschwungs und der Einführung neuer direkter Steuern (Einkommensteuer ab 1879) wurden immer mehr Männer wahlberechtigt, so dass die Zahl der sozialdemokratischen Abgeordneten zunahm. Zugleich wurde die Diskrepanz zum Reichstagswahlrecht, durch das die Sozialdemokraten über 50 Prozent der sächsischen Stimmen und zeitweise alle sächsischen Reichstagsmandate erhielten, immer gravierender.
Im Landtag waren die Sozialdemokraten unterrepräsentiert. Dies war auch deshalb möglich, weil Konservative und Liberale eine Kartellpolitik verfolgten und sich gegen sozialdemokratische Abgeordnete zusammentaten. Dennoch erreichte die SPD schließlich insgesamt 15 Landtagsmandate.
Deshalb taten sich die bürgerlichen Parteien zusammen und beschlossen 1896 die Einführung des Dreiklassenwahlrechts nach preußischem Vorbild. Gegen diese Verschlechterung des Wahlrechts führte die SPD zahlreiche Massenveranstaltungen durch; auch von bürgerlicher Seite und schließlich sogar von konservativer wurde die Kritik immer lauter. Es zeigte sich, dass das Klassenwahlsystem um 1900 nicht mehr auf Akzeptanz stieß und nicht für Legitimation sorgen konnte (nicht zufällig galt das Dreiklassenwahlsystem in Preußen allgemein als veraltet und reformbedürftig).
Die Abgeordneten wurden nun in drei Klassen und indirekt gewählt. In der untersten, III. Klasse entfiel jeder Zensus, so dass die Gesamtzahl der Wahlberechtigten anstieg.
Eine Gesamterneuerung der Abgeordneten der II. Kammer fand nicht statt. Die Sozialdemokraten schieden bis 1901 sukzessive aus. Die Konservativen besaßen bald eine erdrückende Mehrheit.

## Pluralwahlrecht von 1909
Die Zusammensetzung der II. Kammer spiegelte immer weniger die Lage im Lande wider. Die beiden liberalen Fraktionen waren unzufrieden und verbündeten sich mit der Sozialdemokratie in der Forderung nach einer Wahlrechtsreform. Die Sozialdemokraten führten Massenveranstaltungen von bisher unbekanntem Ausmaß durch. Die Regierung sah die Lage als unhaltbar an, da sie der konservativen Partei auf Gedeih und Verderb ausgeliefert war. Diese war von einer kleinen Gruppe beherrscht, die vorwiegend agrarische Interessen verfolgte. Der Konservative Landesverein nutzte den Landwirtschaftlichen Kreditverein als effektives Mittel zur Durchsetzung seiner Interessen im konservativen Lager.
Um aus dieser Sackgasse herauszukommen, berief König Friedrich August III. 1906 Graf Wilhelm von Hohenthal zum Innenminister. Er legte dem Landtag einen Entwurf vor, über den bis 1909 beraten wurde. Dabei wurde der Regierungsentwurf völlig verändert.
Das Wahlgesetz vom 5. Mai 1909 billigte jedem Mann das Wahlrecht zu, der 25 Jahre alt war und sächsische Staatssteuern zahlte. Kandidaten mussten mindestens 30 Jahre alt sein. Unter bestimmten Bedingungen konnten Wähler weitere Stimmen abgeben. Zusatzstimmen wurden zugebilligt: Männern im Alter von mindestens 50 Jahren; Männern, die eine höhere Schulbildung hatten (Befähigung zum einjährig freiwilligen Militärdienst); Männern mit hohem Einkommen und Besitz, wobei je nach Einkommens- und Besitzhöhe bis zu drei weitere Zusatzstimmen möglich waren. Die Zahl der Wahlkreise wurde auf 91 vermehrt. Erstmals wurden Stichwahlen vorgesehen, da die Kandidaten 50 % der Stimmen erreichen mussten. Die Wahlperiode dauerte sechs Jahre.
Bei den Wahlen von 1909 schnellte die Wahlbeteiligung auf über 82 %. Die Sozialdemokraten erreichten 25 Mandate, die Konservativen 28, die Nationalliberalen 28, die Antisemiten 2 und die Freisinnigen 8.
In den Jahren bis 1918 gaben die Liberalen in der II. Kammer den Ton an. Ihrer Wirksamkeit waren jedoch durch die Regierung und die konservative I. Kammer Grenzen gesetzt. Der reformorientierte Innenminister Hohenthal starb 1909. Zeichen für die neuen Verhältnisse war 1911/12 die Zusammenarbeit der Liberalen und Sozialdemokraten bei der Erarbeitung eines neuen Volksschulgesetzes, das allerdings nicht gegen Regierung und I. Kammer durchgesetzt werden konnte.
Im Ersten Weltkrieg richtete man sich auch im sächsischen Landtag nach der Burgfriedenspolitik. Neuwahlen wurden auf die Zeit nach dem Krieg verschoben. Nach der Spaltung der SPD gab es in der II. Kammer drei Abgeordnete der USPD.

## Revolution 1918
Seit 1917 wurde auch in Sachsen an weitreichenden Reformen der Verfassung und auch des Wahlrechts gearbeitet. Die Zusammensetzung der I. Kammer sollte so verändert werden, dass Industrie und Arbeiterschaft vertreten waren. Die I. Kammer sollte zudem in ihren Rechten beschnitten werden. Der Vorsitzende im Gesamtministerium sollte den Titel eines Ministerpräsidenten erhalten und vom Vertrauen des Landtags abhängig sein. Die II. Kammer forderte im Frühjahr 1918 das allgemeine, gleiche, direkte und geheime Wahlrecht. Allerdings konnten sich Landtag und Regierung auf keine Reform einigen.
Im Oktober 1918 wurden liberale und sozialdemokratische Minister berufen, deren Amtszeit jedoch durch die Novemberrevolution bald endete. Die noch von ihnen dem Landtag vorgelegten Reformprojekte waren gegenstandslos geworden. Beide Kammern des Landtags stellten ihre Arbeit ein.

## Präsidenten

### Präsidenten der I. Kammer
| Name                            | Amtszeit        |
| ------------------------------- | --------------- |
| Ernst Gustav von Gersdorf       | 1833/34–1842/43 |
| Albert von Carlowitz            | 1845/46         |
| Friedrich von Friesen           | 1847            |
| Friedrich Ernst von Schönfels   | 1848            |
| Hermann Gottlob Joseph          | 1849            |
| Robert Georgi                   | 1849/50         |
| Friedrich Ernst von Schönfels   | 1850/51–1862    |
| Friedrich von Friesen           | 1863/64–1869/70 |
| Ludwig Eduard Victor von Zehmen | 1871/72–1889/90 |
| Richard Leo Graf von Könneritz  | 1891/92–1903/04 |
| Friedrich Vitzthum von Eckstädt | 1905/06–1917/18 |

### Präsidenten der II. Kammer
| Name                                | Amtszeit          |
| ----------------------------------- | ----------------- |
| Wilhelm Friedrich August von Leyßer | 1833/34           |
| Carl Friedrich Reiche-Eisenstuck    | 1836/37           |
| Karl Heinrich Haase                 | 1839/40–1842/43   |
| Alexander Karl Hermann Braun        | 1845/46 und 1847  |
| Franz Xaver Rewitzer                | 1848              |
| Adolf Ernst Hensel                  | 1849              |
| Emil Cuno                           | 1849/50           |
| Karl Heinrich Haase                 | 1850/51–1857/58   |
| Daniel Ferdinand Ludwig Haberkorn   | 1859/–1869/70     |
| Wilhelm Michael Schaffrath          | 1871/72–1873/74   |
| Daniel Ferdinand Ludwig Haberkorn   | 1875/76–1889/90   |
| Karl Gustav Ackermann               | 1891/92–1897/98   |
| Paul Mehnert                        | 1899/1900–1907/09 |
| Paul Vogel                          | 1909/10–1917/18   |

## Arbeitsweise
Neben den in der Verfassung vorgesehenen, als ordentliche bezeichneten Landtagen gab es außerordentliche Landtage, die zu einem bestimmten Zweck einberufen wurden, so 1914 zur Bewilligung von Kriegskrediten. Die Mitarbeit im Landtag war ehrenamtlich.

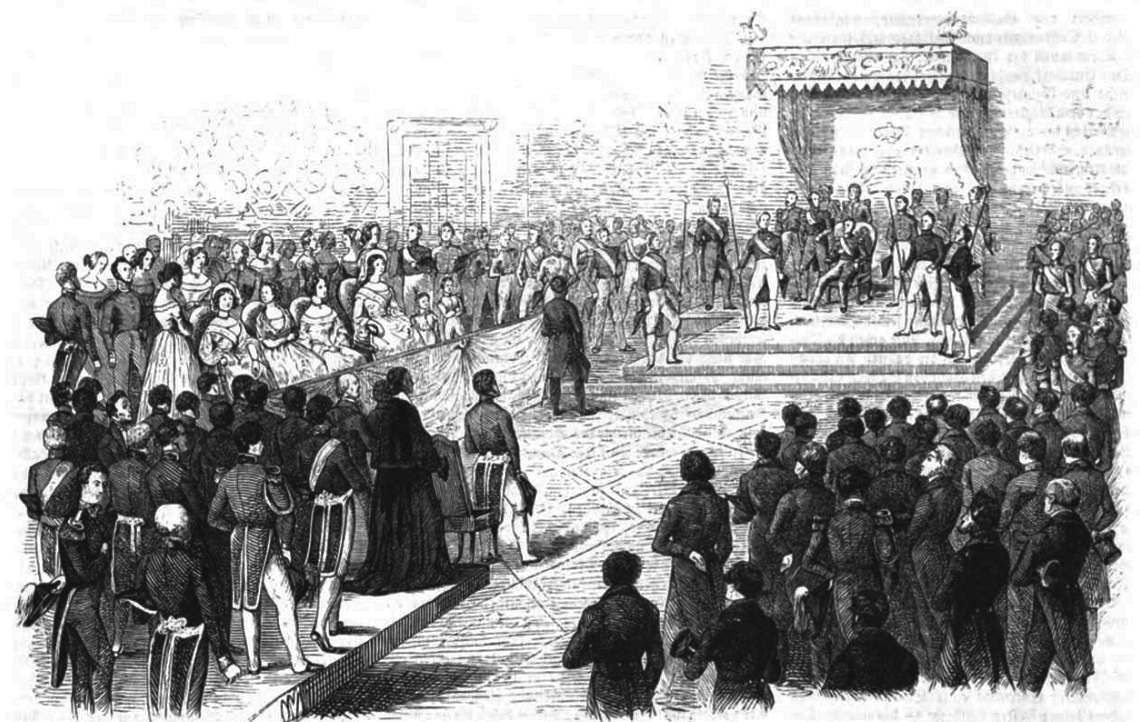
Entlassung der sächsischen Ständeversammlung am 21. August 1843 durch den König

Das Gesetzgebungsverfahren begann in der Regel mit einem königlichen Dekret an die Stände. Die beiden Kammern überwiesen dieses Dekret an eine ihrer Deputationen (Kommissionen). Das Plenum beriet über die Ergebnisse der Deputationsverhandlungen. Wenn sich beide Kammern nicht einigen konnten, trat eine gemischte Kommission zusammen. Die Ergebnisse der Landtagsverhandlungen wurden der Regierung als Ständische Schrift übermittelt. Der König erteilte seine Zustimmung im'Landtagsabschied, der zugleich die Schließung des Landtags verfügte.
Jedermann durfte Petitionen an den Landtag richten, die eingehend beraten wurden.
Die Regierung vertrat ihre Position in den Kammern durch die Minister, die sich auch gegenseitig vertraten, sowie durch besonders ernannte Königliche Kommissare (zumeist Ministerialräte).
Die Verwaltung der Staatsschulden lag nicht bei der Regierung, sondern bei einem Landtagsausschuss.
Die Abgeordneten konnten der Regierung Fragen stellen. Über die Antworten wurde öffentlich diskutiert.
Totalerneuerungen des gesamten Landtages fanden nur 1848/49, 1869 und 1909 statt.

## Gesetze
Die von den Landtagen verabschiedeten Gesetze wurden in den Gesetzblättern veröffentlicht. Diese Veröffentlichungsorgane hatten im Laufe der Zeit wechselnde Namen. Am Anfang trugen sie die Bezeichnung „Sammlung der Gesetze und Verordnungen für das Königreich Sachsen für das Jahr ...“ und erschienen in der Hofbuchdruckerei Carl Christian Meinhold in Dresden.
Die ersten Jahrgänge waren:
- Gesetzsammlung für das Königreich Sachsen vom Jahre 1831, 1stes bis 53stes Stück, Hofbuchdrucker C. C. Meinhold, Dresden. Repertorium in chronologischer Reihenfolge: S. III bis X, Repertorium in alphabetischer Reihenfolge: S. XI bis  XXIII, Gesetze, Verordnungen und sonstige Bekanntmachungen: S. 1 bis 366 (darunter die Verfassungsurkunde des Königreichs Sachsen vom 4. September 1831, S. 241) Digitalisat der Gesetzsammlung sowie Digitalisat in der Bayerischen Staatsbibliothek

- Sammlung der Gesetze und Verordnungen für das Königreich Sachsen vom Jahre 1832, 1stes bis 43stes Stück, Hofbuchdruckerei von C. C. Meinhold und Söhnen, Dresden. Repertorium in chronologischer Reihenfolge: S. III bis VII, Repertorium in alphabetischer Reihenfolge: S. VIII bis  XXXVI, Gesetze, Verordnungen und sonstige Bekanntmachungen: S. 1 bis 586 (darunter die Verordnung wegen des im Laufe des gegenwärtigen Jahres zu haltenden Landtages vom 20. Februar 1832, S. 135. Darin finden sich Regelungen über die Wahlen der Rittergutsbesitzer, „der Städte und des Bauernstandes“ sowie die namentlich Benennung „der fünf Vertreter des Handels- und Fabrikwesens“.) Digitalisat der Gesetzsammlung

- Sammlung der Gesetze und Verordnungen für das Königreich Sachsen vom Jahre 1833, 1stes bis 38stes Stück, Hofbuchdruckerei von C. C. Meinhold und Söhnen, Dresden. Repertorium in chronologischer Reihenfolge: S. III bis X, Repertorium in alphabetischer Reihenfolge: S. X bis  XXII, Gesetze, Verordnungen und sonstige Bekanntmachungen: S. 1 bis 475 Digitalisat der Gesetzsammlung in der Sächsischen Staats- und Universitätsbibliothek Dresden

- Sammlung der Gesetze und Verordnungen für das Königreich Sachsen vom Jahre 1834, 1stes bis 38stes Stück, Hofbuchdruckerei von C. C. Meinhold und Söhnen, Dresden. Repertorium in chronologischer Reihenfolge: S. III bis VIII, Repertorium in alphabetischer Reihenfolge: S. IX bis  XXVII, Gesetze, Verordnungen und sonstige Bekanntmachungen: S. 1 bis 540 Digitalisat der Gesetzsammlung